# 第五十五号哨戒特務艇
第五十五号哨戒特務艇（だいごじゅうごごうしょうかいとくむてい）は、日本海軍の未成特務艇（哨戒特務艇）。第一号型哨戒特務艇の25番艇。

## 艇歴
マル戦計画の特務艇、第2121号艦型の55番艇、仮称艦名第2175号艦として計画。1944年11月5日、第五十五号哨戒特務艇と命名されて第一号型哨戒特務艇の22番艇に定められ、本籍を舞鶴鎮守府と仮定。1945年3月29日、株式会社小柳造船所で起工。
終戦時未成。8月17日、工事中止が発令され船体工程95%で工事中止。
1947年2月1日現在、下田に所在。同日行動不能艦艇（特）に定められる。2月19日現在、稲取に所在。11月22日、在東京アメリカ極東海軍司令部から、本艇の漁船への改造許可が出された。その後の消息は不明。